# Cimicidae
Famille
Les Cimicidae (cimicidés en français) sont une famille d'insectes hémiptères, du sous-ordre des hétéroptères (punaises) et de l'infra-ordre des Cimicomorpha. Certaines espèces sont des parasites de l'homme.

## Description
Les Cimicidae ont le corps aplati, ovaloïde. Les antennes sont bien visibles, à quatre articles apparents. Les yeux composés sont petits, avec peu de facettes, saillants vers l'extérieur et placés assez en avant de la marge antérieure du pronotum. Le rostre est assez court, atteignant la base des hanches antérieures. Ils n'ont pas d'ocelles sur le vertex. La marge antérieure du pronotum est concave et entoure la base de la tête, et ses marges latérales sont élargies et arrondies. Les ailes sont vestigiales, ne dépassant pas le 2e segment abdominal. Ils mesurent de 2 à 12 de long,. Le dimorphisme sexuel est peu marqué, les mâles sont souvent un peu plus petits et plus fins que les femelles. 

## Répartition et habitat
Leur répartition est cosmopolite. Les Afrocimicinae sont africaines, les Primicimicinae et les Latrocimicinae néotropicales (Bucimex a été trouvée jusqu'en Terre de Feu), les Haematosiphoninae néarctiques et néotropicales, les Cacodminae africaines et asiatiques, et les Cimicidae ont une répartition mondiale.  
Leurs habitats sont liés à leurs hôtes: gîtes de chauves-souris, nids d'oiseaux, bâtiments. 

## Biologie

### Cycle de vie
Entre l’accouplement et la ponte, 5 à 7 semaines peuvent s'écouler le temps de la maturation des ovaires de la femelle si elle est normalement nourrie. Le nombre d'œufs est d’en moyenne 150. Si des accouplements réguliers ont lieu, la période de ponte peut se prolonger toute la vie, permettant la ponte de 500 œufs. Les œufs sont déposés individuellement sur des substrats rugueux variables : bois, détritus, parois des gîtes ou nids. Ils sont enduits d’un ciment translucide, leur permettant d’adhérer à leur support. Les œufs sont allongés, fermés par un opercule. A l’intérieur de leur corps vivent des bactéries symbiontiques, transmises à la descendance par les œufs. Cette famille grandi en 5 stades juvéniles. La durée de chaque stade dépend de plusieurs paramètres : température, humidité, régime alimentaire. Chez Cimex lectularius, la croissance dure entre 18 et 60 jours selon que la température soit de 20 ou 30°C. Pour muer, l’individu se fixe à un support et romps la cuticule grâce à l’expulsion du contenu de son tube digestif. Il sort de l’exuvie en commençant par le thorax, puis l’abdomen, la tête et enfin les appendices.

### Ectoparasitisme
Les Cimicidae sont des punaises ectoparasites (parasites externes) hématophages (se nourrissant notamment de sang). On ignore si l'évolution vers l'hématophagie s'est faite à partir de suceurs de sève ou de mangeurs de fourrure ou de plumes. Les hôtes primitifs de la famille ne sont pas connus, mais leur apparition supposée vers -115 millions d'années précède de 20 millions l'apparition probable des chauves-souris. Le passage vers les chauves-souris se serait produit plusieurs fois. Aujourd'hui, les deux tiers des Cimicidae parasitent des chauves-souris. Les sous-familles des Primicimicinae (sur Vespertilionoidea), Afrocimicinae et Latrocimicinae (sur Noctilionoidea) sont exclusivement liées à des chauves-souris, les Cacodminae également, avec une exception (Leptocimex passée également vers l'homme ), les Haematosiphoninae, exclusivement à des oiseaux. Chez les Cimicinae, un groupe d'espèces parasites des oiseaux et un autre des chauves-souris. Seules trois espèces se sont adaptées, indépendamment l'une de l'autre, au parasitage des humains: Cimex lectularius (zones tempérées), Cimex hemipterus (zones tropicales), et Leptocimex boueti. Ces trois espèces sont généralistes, c'est-à-dire qu'elles peuvent parasiter plusieurs espèces d'hôtes. Occasionnellement, quatre autres espèces peuvent piquer l'homme, Cimex columbarius, C. pipistrelli, C. dissimilis et Oeciacus hirundinis. 
On ne sait pas dans que contexte le parasitisme vers l'humain a commencé. Il semble remonter à 40'000 ans. Une des hypothèse est l'utilisation de grottes où vivaient des chauves-souris parasitées, une autre la proximité des humains avec des oiseaux domestiqués. Mais le caractère généraliste des punaises concernées ne permet pas de confirmer ces hypothèses, et l'adaptation a pu se réaliser en d'autres circonstances. Des études récentes montrant que les Cimex lectularius qui parasitent des chauves-souris et celles qui parasitent des humains forment des populations différentes, séparées depuis très longtemps, une séparation qui précèderait l'expansion des hominiens hors d'Afrique.  
On a retrouvé chez les Primicimicinae une adaptation des griffes tarsiales avec un peigne (ctenidae) leur permettant de mieux s'accrocher aux poils de la fourrure, adaptation absente des autres Cimicidae, mais analogue à celles trouvées chez les Polyctenidae (autres punaises Cimicoidea parasites de chauves-souris), ainsi que chez les Hippoboscoidea, une super-famille de mouches également parasites des chauves-souris. 
Certaines espèces sont très spécialisées, n'ayant qu'un seul hôte, comme par exemple Cimex dissimilis, ectoparasite obligé de la Noctule commune. D'autres ont été trouvées chez deux, trois, ou entre quatre et dix espèces hôtes. Seules C. lectularius et C. hemipterus ont entre 11 et 30 hôtes connus, parmi lesquels l'humain.  
L’endroit de la piqûre est choisi par tapotement du rostre. Lors de la piqûre, les stylets font de rapides va-et-vient pour dilacérer les tissus de la victime et trouver un vaisseau capillaire convenable. La salive n’est pas irritante mais au contraire légèrement anesthésiante au début du processus. Un repas dure 10 à 15min chez les adultes et quelques minutes pour les juvéniles. Un individu peut grossir de 30 à 40 % du poids de sang absorbé, après digestion d’un seul repas. Il semble qu’au moins un repas soit nécessaire entre deux mues.  
Les Cimicidae peuvent jeûner assez longtemps en attendant le retour de leur hôte. Le repas est pris très rapidement en 3 à 4 minutes (à voir en vidéo ici), pour éviter les dangers liés à sa découverte.   

### Reproduction
La maturité sexuelle a souvent lieu dès la mue imaginale et les accouplements peuvent commencer très rapidement après la dernière mue. Si la femelle n’est pas fécondée, elle accepte assez facilement le mâle, mais si ce n’est pas le cas, elle refuse ou se débat violemment. Un accouplement dure généralement quelques minutes. Les mâles inséminent aussi souvent d’autres mâles que des femelles, il arrive aussi que des mâles chevauchent des femelles mortes. L’apparition de ces comportements est probablement corrélée avec celle de l’insémination traumatique. 
La reproduction se fait par copulation traumatique. Le mâle transperce avec son appareil génital transformé en aiguille l'abdomen de la femelle, et l'insémine. L'abdomen de la femelle comporte une zone destinée à recueillir le sperme, et même si l'insémination a lieu ailleurs, le sperme est guidé vers cette zone. Le mâle est attiré notamment vers les femelles gorgées de sang. La multiplication de ces copulations traumatiques peut provoquer la mort des femelles et réduit leur durée de vie de 30%. La ponte ainsi que le développement des larves pour passer à chacun des stades suivants (5 stades larvaires avant le stade adulte) nécessitent un repas de sang. 

### Prédateurs
Selon diverses études, les prédateurs des Cimicidae sont les araignées, leurs premiers prédateurs naturels, des pseudoscorpions, des solifuges, des acariens, des larves de pyralidae, des reduviidae (autre famille de punaises, prédatrices), des fourmis et des rongeurs. Le champignon Aspergillus flavus et les bactéries Serratia spp se sont révélées pathogènes lors d'expériences de laboratoire.

### Colonies
Les Cimicidae peuvent se regrouper en colonies, en particulier les parasites des humains et des hirondelles, espèces elles-mêmes grégaires. Les populations peuvent aller de quelques individus à plusieurs centaines par nid et plusieurs milliers par grotte. Dans une colonie d'hirondelles à front blanc, on a retrouvé plus de 100'000 punaises. Chez l'humain, on a retrouvé des concentrations de 4 à 200 punaises par maison, jusqu'à 5000 par lit. 

## Galerie

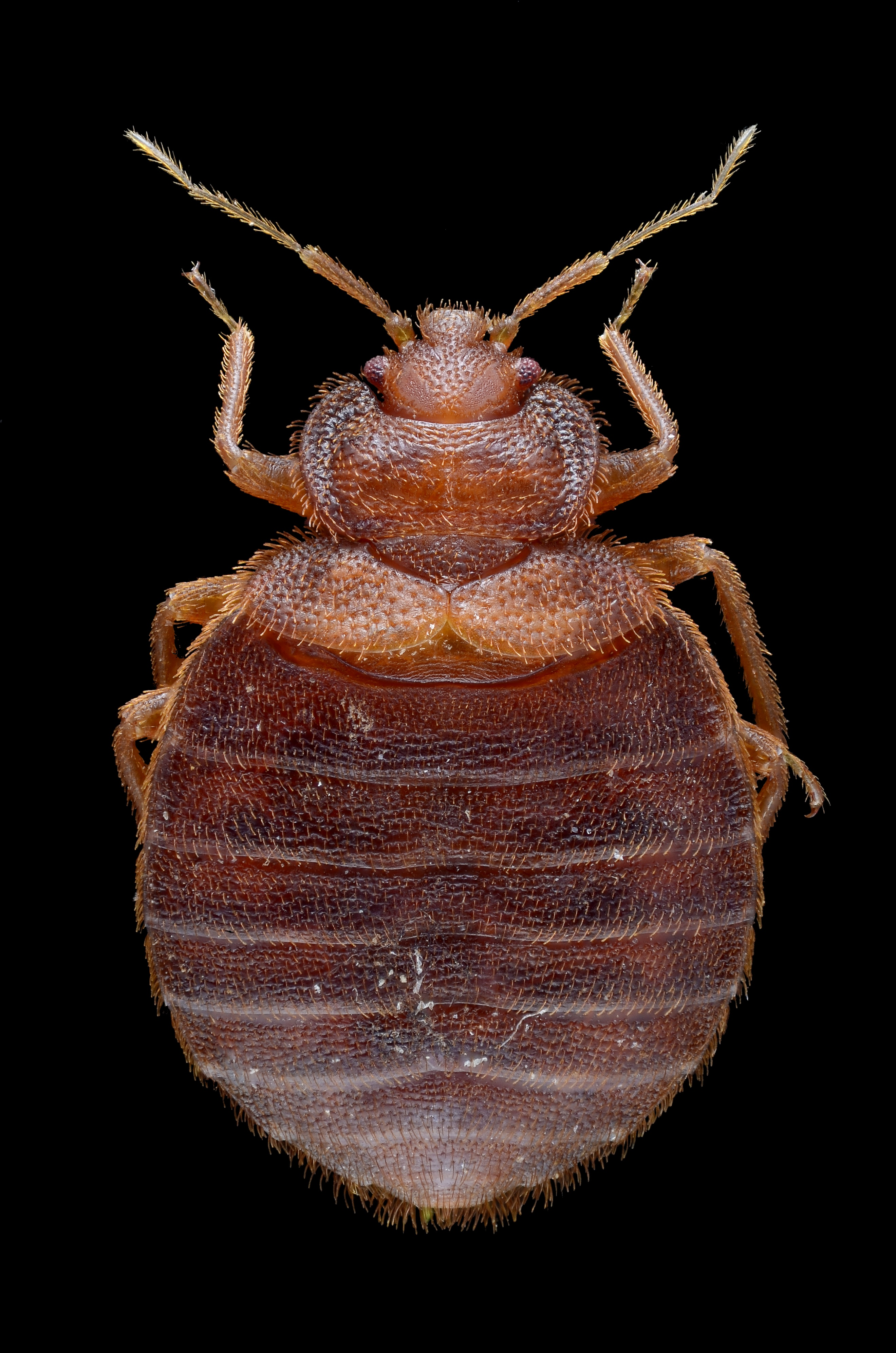
Cimex lectularius, la punaise des lits des régions tempérées. Reconnaissable à son pronotum très creusé et élargi en avant.
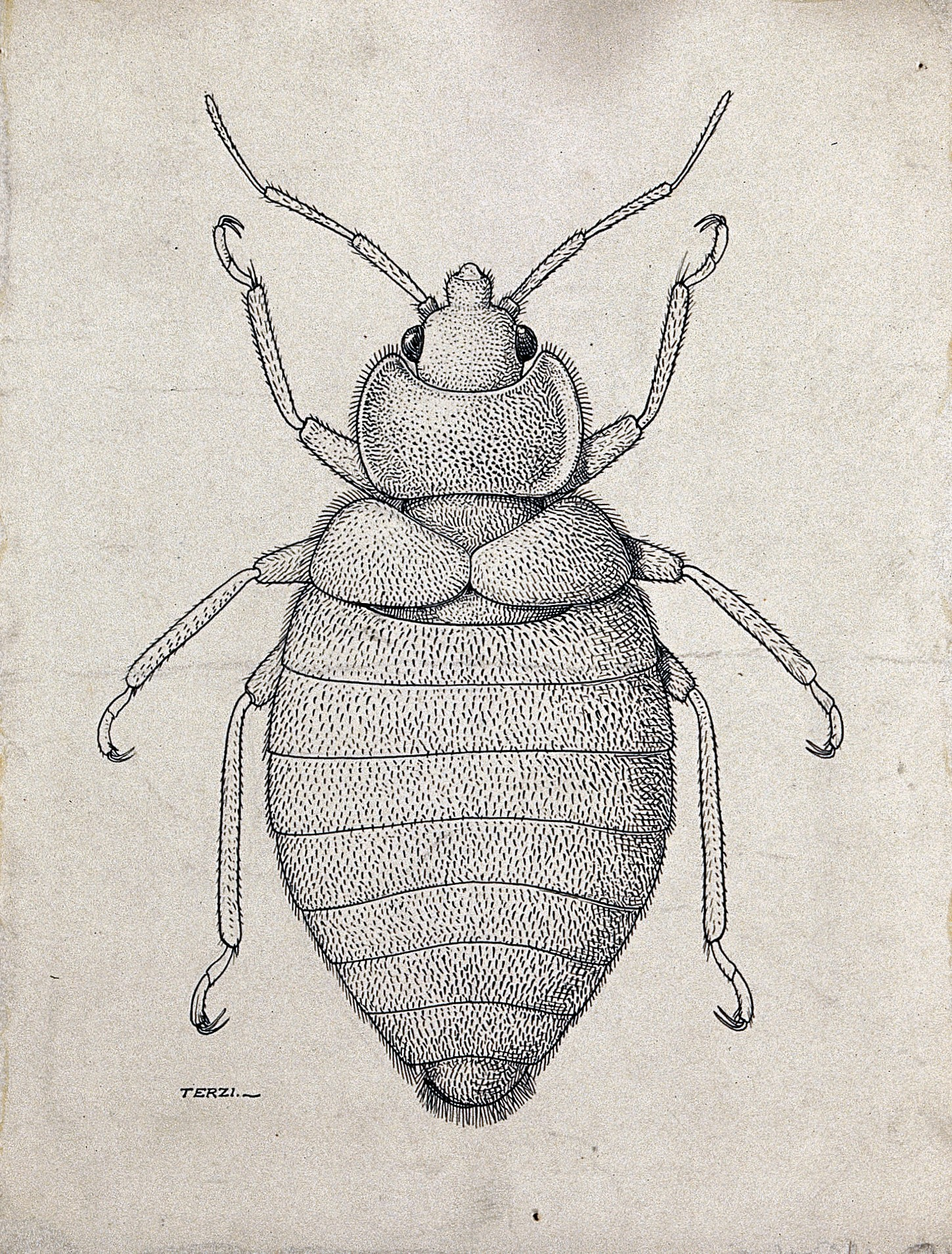
Cimex hemipterus, dessinée en 1919 par Amedeo Terzi. Le pronotum est moins creusé et moins élargi en avant.
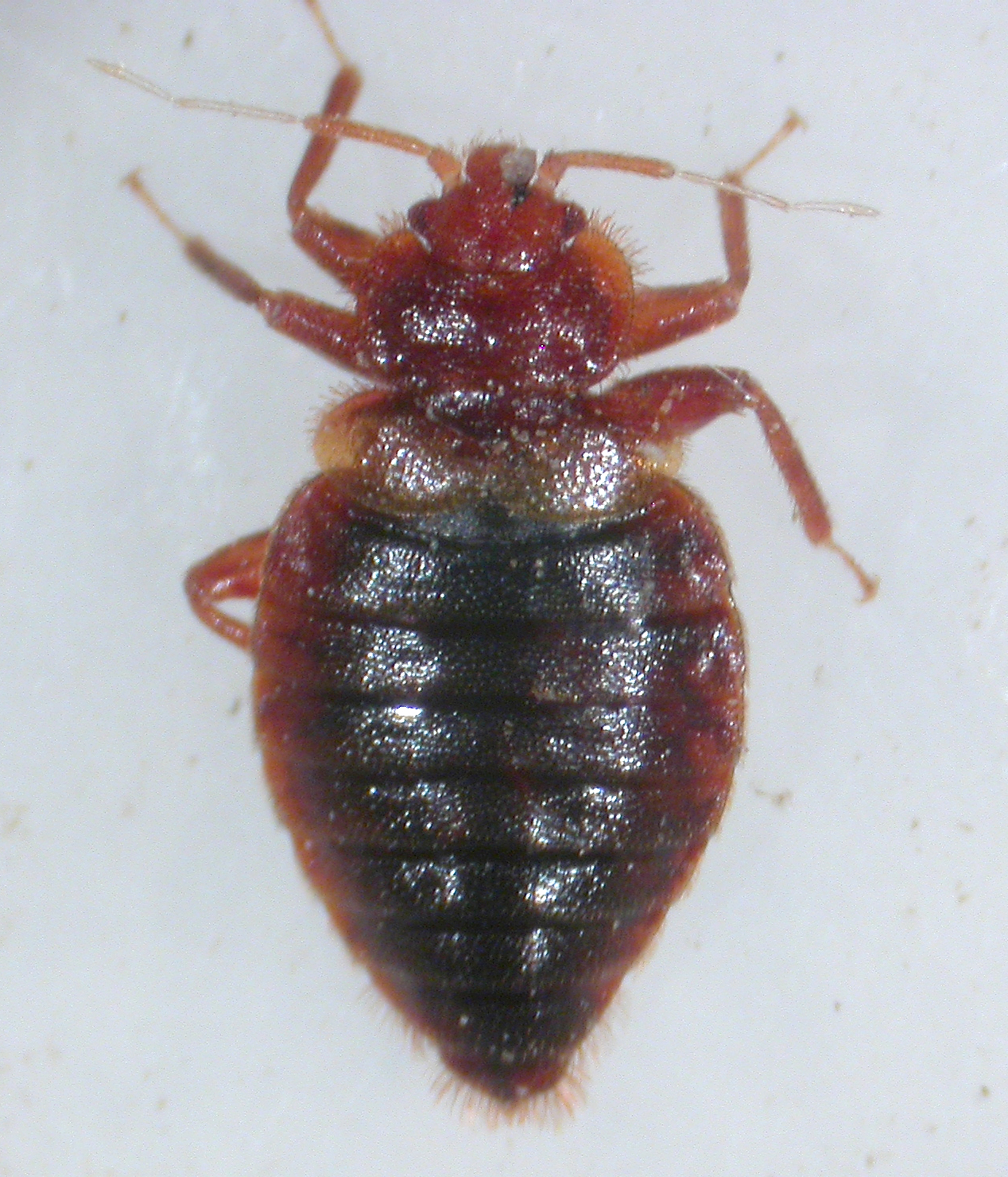
Cimex dissimilis, ectoparasite de Nyctalus noctula, la Noctule commune
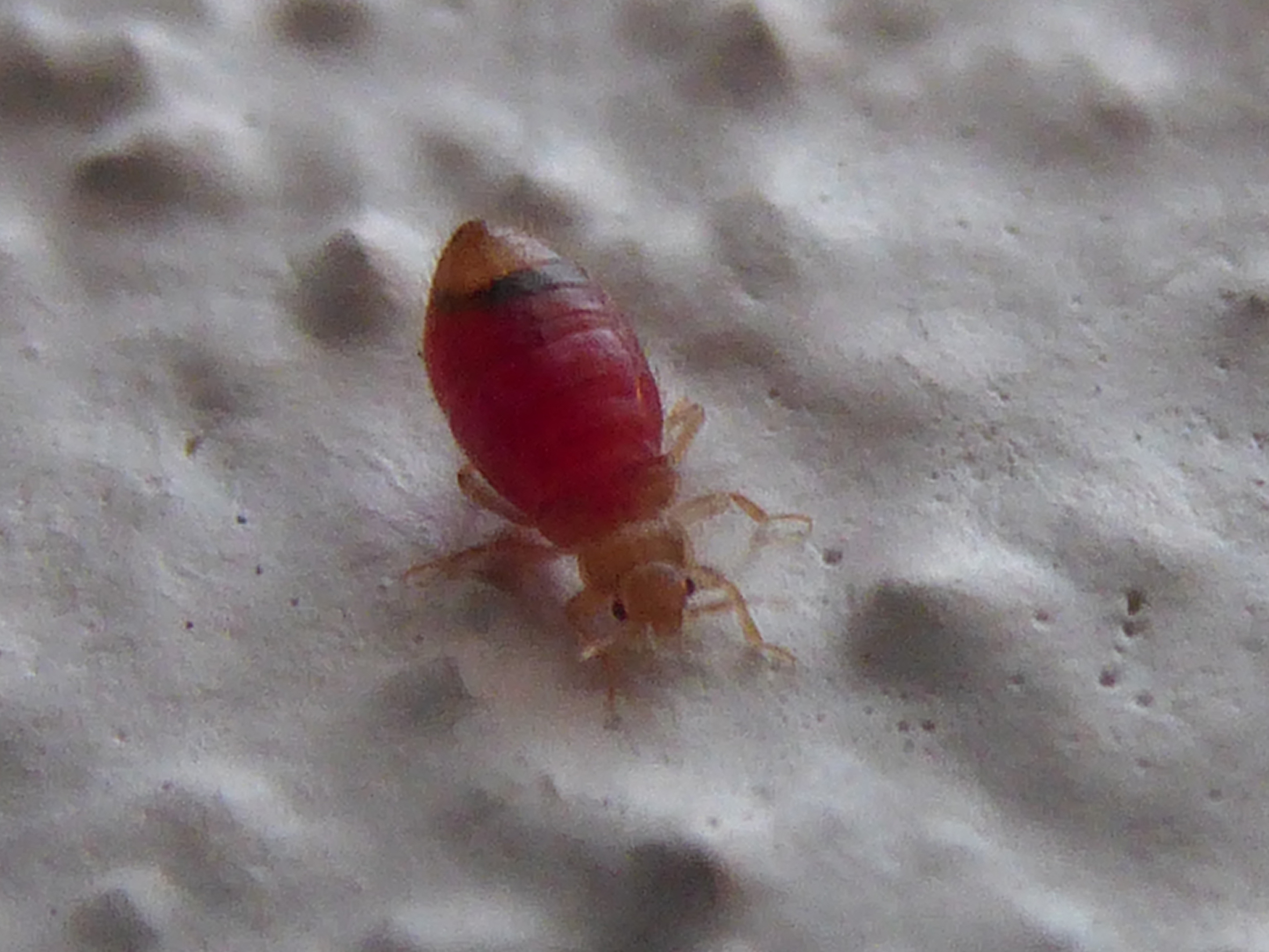
Oeciacus hirundinis, parasite d'hirondelles de fenêtre ou rustiques

## Systématique
Cette famille de punaises est classée dans la super-famille des Cimicoidea. Elle comporte 6 sous-familles, 24 genres, et 110 espèces environ. Mais en France métropolitaine, cette famille n'est représenté que par un unique genre et 5 espèces. Les Primicimicinae sont le groupe frère de l'ensemble des autres Cimicidae. Toutefois, la phylogénie de la famille n'est pas définitive, à l'instar de celle des Cimicoidea et des Cimicomorpha dans leur ensemble. Le genre Oeciacus a par exemple été proposé à la synonymie avec Cimex en 2015.    

### Arbre phylogénétique des Cimicidae
Selon Hornok et al. (2021), la phylogénie interne des Cimicidae serait la suivante: 
- Cimicidae
  - Primicimicinae
  - 
    - Afrocimicinae
    - 
      - 
        - Cimicinae
        - Cacodminae

      - 
        - Latrocimicinae
        - Haematosiphoninae

### Liste des sous-familles et genres
Selon BioLib (21 avril 2022) :
- sous-famille Afrocimicinae Usinger, 1966
  - genre Afrocimex Schouteden, 1951
- sous-famille Cacodminae Kirkaldy, 1899
  - genre Aphrania Jordan & Rothschild, 1912
  - genre Cacodmus Stål, 1873
  - genre Crassicimex Ferris & Usinger, 1957
  - genre Leptocimex Roubaud, 1913
  - genre Loxaspis Rothschild, 1912
  - genre Stricticimex Ferris & Usinger, 1957
  - genre Usingeria Coetzee & Segerman, 1992
- sous-famille Cimicinae Latreille, 1802
  - genre Bertilia Reuter, 1913
  - genre Cimex Linnaeus, 1758
  - genre Oeciacus Stål, 1873
  - genre Propicimex Usinger, 1966
- sous-famille Haematosiphoninae Jordan & Rothschild, 1912
  - genre Acanthocrios Del Ponte & Riesel, 1758
  - genre Cimexopsis List, 1925
  - genre Cyanolicimex Carpintero, Di Iorio, Masello & Turienzo, 2010
  - genre Haematosiphon Champion, 1900
  - genre Hesperocimex List, 1925
  - genre Ornithocoris Pinto, 1927
  - genre Psitticimex Usinger, 1966
  - genre Synxenoderus List, 1925
- sous-famille Latrocimicinae Usinger, 1966
  - genre Latrocimex Lent, 1941
- sous-famille Primicimicinae Ferris & Usinger, 1955
  - genre Bucimex Usinger, 1963
  - genre Primicimex Barber, 1941
- genre Alayocimex Hernandez & Cruz, 1994

### Espèces présentes en Europe
Selon Fauna Europaea (21 avril 2022), 8 espèces sont présentes en Europe, toutes de la sous-famille des Cimicinae:
- genre Cacodmus Stål, 1873
  - Cacodmus vicinus Horvath, 1934 (Espagne)
- genre Cimex Linnaeus, 1758
  - Cimex columbarius Jenyns, 1839 (plusieurs pays d'Europe)
  - Cimex dissimilis (Horvath, 1910) (Europe moyenne)
  - Cimex lectularius Linnaeus, 1758 (cosmopolite)
  - Cimex marginatus Simov, Ivanova & Schunger, 2006 (Bulgarie)
  - Cimex pipistrelli Jenyns, 1839 (Gde-Bretagne, Irlande, Pays-Bas, Allemagne)
- genre Oeciacus Stål, 1873
  - Oeciacus hirundinis (Lamarck, 1816) (pratiquement toute l'Europe)
  - Oeciacus montandoni Pericart, 1972 (Roumanie)